# Ługowoje (rejon biełogorski)
Ługowoje (ros. Луговое) – wieś (ros. sieło) w południowo-wschodniej Rosji, terytorialnie i administracyjnie należąca do rejonu biełogorskiego, w obwodzie amurskim. 
Według danych statystycznych z 2016 roku wieś zamieszkiwało 41 mieszkańców.